# Paralastor gibbus
Paralastor gibbus är en stekelart som beskrevs av Vecht i.l. Paralastor gibbus ingår i släktet Paralastor och familjen Eumenidae. Inga underarter finns listade i Catalogue of Life.